# Улица Тсимиски
Улица Тсимиски, заправо булевар, је саобраћајница у центру Солуна. Почиње од трга КСАНТХ и завршава се у области Лоулоудадика. Физички наставак ове осе је улица Политехнију, на западу (од улице Катоуни до улице 26. октобра), и авенија Стратоу, на истоку (од трга ХАНТХ до улице 3. септембра). Сече се са централним осовинама, као што су улице Јонос Драгоуми, Венизелоу, Аристотелов трг, Каролоу Дил, Аја Софија итд.
Има четири саобраћајне траке, од којих је једна искључиво за аутобусе и једносмерни пут ка западу.

## Историја
Пут је постојао у Солуну пре балканских ратова где се звао Деутери Паралелос. Године 1913, након што је град прешао у грчке руке, преименован је у Улицу Јоаниса Тсимискиј. Међутим, садашњи облик добија после великог пожара 1917. године, где је градња почела и завршена 1921.  Прва фаза изградње пута обухватала је деоницу од Лададике до раскрснице са Павлоу Мелом. Неколико година се чак звала и улица Александра Великог. „Процват“ улице почиње тридесетих година 20. века, где се отварају књижаре, штампарије и заједно са кафићима, посластичарницама и ресторанима претварају Тсимиски у главну трговачку улицу града и привлаче многе личности његовог уметничког и интелектуалног карактера. живот. До 1950. године, Тсимиски је имао Дијагонио као источни крај. Његов источни наставак је била алана, а затим раштркане породичне куће које су покривале подручје до Народне одбране. Завршетак осовине, иако је њен источни наставак био укључен у планове пута из 1927. године, почео је 1950-их година, а завршен је 1955. рушењем последње зграде на споју са Народном одбраном .
Министар јавних радова Костас Караманлис је 1954. године демонтирао солунске трамвајске пруге и укинуо трамвајску линију Депо-Тсимиски. Године 1957. Костас Караманлис, сада као премијер, укинуо је остатак трамвајске мреже и уместо њега основао ОАСТХ, монополску приватну организацију.  

## Коришћење

### Продавнице
Најистакнутије карактеристике улице Тсимиски су стотине различитих модних продавница, бутика, врхунских међународних робних кућа и Фокас, највећа грчка робна кућа у центру града. У улици Тсимиски се налази и тржни центар Платеиа Центар, највећи тржни центар у центру Солуна, који садржи мултиплекс Платеиа Асос Одеон и има садржаје од барова, ресторана, мегапродавнице нетакнуте музике до фитнес центара. У тржном центру се налази и конзулат Сједињених Држава у Солуну, као и канцеларија за везу Републике Северне Македоније.

### Канцеларије
У зградама дуж улице Тсимиски смештене су многе главне градске канцеларије, од финансијских, рекламних, адвокатских и инжењерских фирми. Западни крај улице такође је дом градске финансијске четврти, где се налази зграда централне канцеларије Банке Грчке и која се сматра једном од најимпозантнијих зграда у граду. Остале банке које имају централне канцеларије за Солун и северну Грчку у улици Тсимиски су Пиреус банка, а раније и Банка Македоније и Тракије. YMCA се налази на почетку улице Тсимиски, на раскрсници са улицом Николаоу Германоу.

### Саобраћај
Улица Тсимиски је пројектована као једносмерна авенија са четири траке која је прелазила целом дужином центра града Солуна. Дизајн се показао ефикасним, али са порастом броја аутомобила у Солуну последњих година, постао је загушен. Недавно је додата и аутобуска трака како би се омогућио бржи аутобуски превоз од стране Солунске организације градског саобраћаја, што је погоршало ствари у смислу саобраћаја. Солунски метро у изградњи ће ослободити део гужве у улици Тсимиски.